# Zaigrajevói járás

A Zaigrajevói járás Burjátföldön

A Zaigrajevói járás (oroszul  Заиграевский район, burját nyelven Загарайн аймаг) Oroszország egyik járása a Burját Köztársaságban, székhelye Zaigrajevo falu.

## Népesség
- 2002-ben 50 896 lakosa volt, melynek 85,7%-a orosz, 11,7%-a burját.
- 2010-ben 49 975 lakosa volt, melyből 41 206 orosz, 6 672 burját, 766 tatár, 253 ukrán, 89 örmény, 70 csuvas, 49 német, 47 azeri, 46 fehérorosz, 43 kínai, 26 üzbég, 25 kazah, 24 mordvin, 20 kirgiz, 20 koreai, 20 moldáv stb.